# Олена Павлівна Романова
Олена Павлівна Романова (рос. Елена Павловна Романова, 13 (25) грудня 1784 — 12 (24) вересня 1803) — велика княжна Російської імперії з дому Романових, донька імператора Російської імперії Павла I та вюртемберзької принцеси Софії Доротеї, дружина спадкоємного принца Мекленбург-Шверіна Фрідріха Людвіга, матір великого герцога Мекленбург-Шверіна Пауля Фрідріха.

## Біографія

### Ранні роки
Олена з'явилась на світ 13 (25) грудня 1784 року в Санкт-Петербурзі. Була четвертою дитиною та другою донькою великого князя Російської імперії Павла Петровича та його другої дружини Софії Доротеї Вюртемберзької, яка після переходу в православ'я взяла ім'я Марія Федорівна. Дівчинка народилась здоровою, про що свідчить метричне свідоцтво, складене лейб-медиками Карлом Фрідріхом Крузе та Іваном Філіповичем Беком, якого за два роки призначили лейб-медиком дітей Павла Петровича. Стан немовлят ретельно оцінювався і найближчими родичами, й, ознайомившись з онукою, імператриця Катерина II відмітила її надзвичайну красу та дала їй ім'я Олена — на честь Олени Прекрасної. 

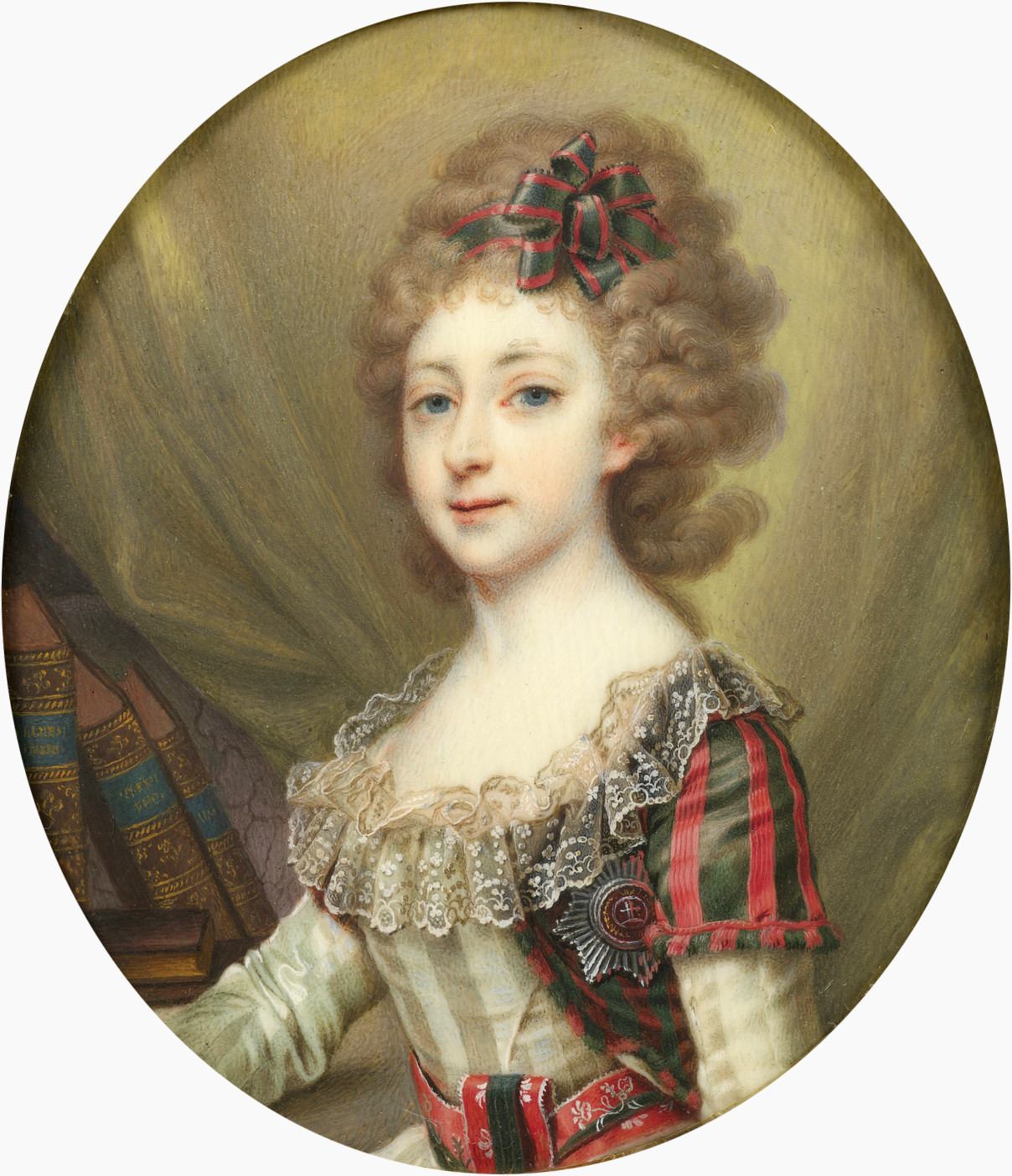
Портрет великої княжни Олени невідомого майстра за картиною В. Л. Боровіковського, близько 1796 року

Через свою вроду новонароджена відразу стала улюбленицею можновладної бабусі. У 1790 році та писала барону Фрідріху Мельхіор Гримму, своєму постійному корреспондентові, що Олена «здається, буде красунею в повному розумінні слова, у неї надзвичайно правильні риси обличчя, вона струнка, легка, спритна та граційна від природи; характер у неї дуже живий і пустотливий, серце добре. Брати й сестри дуже люблять її за веселий норов».
Дівчинка мала старших братів Олександра та Костянтина й сестру Олександру. Протягом всього її життя в Росії кількість її молодших братів та сестер збільшувалась: до 1799 року народились Марія, Катерина, Ольга, Анна, Микола та Михайло. Мешкало сімейство у Гатчинському палаці, мали також Павловську дачу та палац на Кам'яному острові в дельті Неви у центрі Санкт-Петербургу.
Вихованням Олени, як і її сестер, займалася баронеса Шарлотта Карлівна Лівен. Велика княжна отримала добру освіту та володіла п'ятьма мовами. Викладачка англійської, міс Сеймс, стала її найближчою подругою. Змальовували дівчину як сентиментальну, дещо екзальтовану, але старанну, яка дуже любить квіти й сама вирощує їх на своїй ділянці. З раннього віку велика княжна полюбляла складати букети, збирала гербарії. Ідеали бачила у сільському житті та дружбі.
В одинадцять років була представлена двору, стала відвідувати бали, її портрети розсилалися Європою для подальшого підбору нареченого. Втім, Катерина II померла у листопаді 1796 року, не встигнувши підібрати партію для другої онуки. Батько Олени став після цього російським імператором.
У 1798 році почалися переговори щодо її шлюбу зі спадкоємним принцом Мекленбург-Шверіна Фрідріхом Людвігом. Павло I вважав такий шлюб вигідним через географічне розташування герцогства з виходом до Балтійського моря, також йому імпонували слов'янські корені німецької династії Мекленбургів.
17 лютого 1799 року до Петербургу прибули мекленбурзькі принци Фрідріх Людвіг та Карл. Вони були прийняті у Мармуровому палаці та запрошені до імператорського столу. Їхній приїзд став приводом до численних балів та святкувань. Граф Ростопчин змалював нареченого словами: «Принц —пан манірний, по суті простакуватий і неосвічений, але добрий малий». Він же повідомляв у своїй кореспонденції, що заручини довелося перенести через напад гарячки у нареченої.
5 травня 1799 року У Павловську відбулися офіційні заручини великої княжни Олени Павлівни зі спадкоємним принцом Фрідріхом Людвігом. З цього приводу був даний 51 гарматний залп. Після оголошення відбувся святковий обід. Ввечері пара відкривала урочистий бал. Тоді ж відбувся великий концерт, під час якого був даний 31 гарматний залп. Після церемоній Олені Павлівні почали підбирати штат почту та слуг, які мали супроводжувати її до нової батьківщини, а також призначили духовником отця Данковського.

### Шлюбне життя

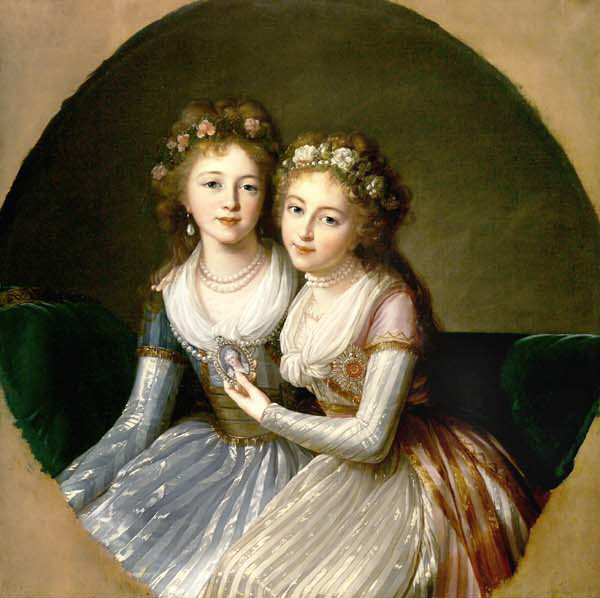
Великі княжни Олена (зліва) та Олександра

12 жовтня 1799 року у Гатчині відбулося вінчання 14-річної Олени Романової з 21-річним принцом Фрідріхом Людвігом Мекленбург-Шверінським. З приводу весілля знову був даний 51 гарматний залп, відбувся розкішний бенкет, після чого були проведені бал та концерт. До півночі запускали феєрверки. За тиждень відбулося вінчання її сестри Олександри з палатином Угорщини Йозефом Австрійським. Гаврило Державін присвятив цим подіям оду «На шлюбні урочистості». За згадками фрейліни Варвари Головіної: 
|  | «Государь бажав аби свята відбулися з усім потрібним їм блиском і пишнотою, але Гатчинський палац був для цього незручний, дуже малий і не міг належним чином вмістити в своїх стінах все петербурзьке суспільство, так що ті особи, які за матеріальним становищем і за рангом повинні були неодмінно бути присутнім на церемоніях, ледь змогли розміститися в Гатчині. Окрема будівля, куди доводилося йти дивитися домашні спектаклі, вкрай тісні квартири перших чинів двору і осіб, що належать до вищого петербурзького суспільства, бруд та осіннє небо, вкрите хмарами, — все це робило урочистості вкрай сумними для учасників, приречених тіснитися в Гатчинському палаці, і смішними — для глядачів, поставлених в набагато краще становище... Свята тривали до листопада, безперестанку відновлюючись внаслідок сприятливих звісток з армії.» |

Олександра з чоловіком від'їхали до Відня у листопаді. Олена продовжувала залишатись у Петербурзі з родиною. Вона хворіла, придворні лікарі знаходили її надто слабкою для подорожі. Зрештою, у грудні місяці, вона з Фрідріхом Людвігом також вирушила до Мекленбургу. Жителі герцогства, зустрічаючи її, виходили до дороги, якою прямували карети, аби побачити нову принцесу і захоплено вітали її, вражені її вродою. У Штеттіні молодят сердешно зустріли батьки Фрідріха Людвіга, влаштувавши для них велике свято. Усіх придворних вразили діаманти, які вдягла принцеса. Надалі вона віддавала перевагу скромним сукням і не вдягала пишні прикраси.
Майже відразу Олена завагітніла і за одинадцять місяців після весілля народила сина. Пологи були важкими. Організм дівчини був ще недостатньо розвиненим, тілобудовою вона нагадувала підлітка. Однак, все оточення постійно підтримувало її. Потроху принцеса почала одужувати, але її часто турбувала гарячка й з'явився кашель. Всього у подружжя було двоє дітей. 
Олена була рівною, привітною та простою у спілкуванні зі слугами, які дивувалися відсутності холодності та манірності. На новій батьківщині її швидко полюбили. Особливо прихильним до неї був свекор Фрідріх Франц I, який ставився до дівчини як до власної доньки та як до дитини, всіляко намагаючись розважити її. Здоров'я принцеси залишалось слабким і більшу частину часу подружня пара проводила у заміському палаці Людвігслюста з великим садом, більше схожому на віллу. За порадою матері, Олена продовжувала навчання, опановуючи історію та культуру Мекленбурга й Німеччини. Зранку з чоловіком полюбляла гуляти у парку.
Активно займалася благодійністю, причому не пр1807осто жертвувала певні суми, а особисто розглядала кожен окремий випадок, намагалася дізнатися про сім'ї, які втратили годувальника або житло в результаті пожежі. Складала списки людей, які потребували допомоги і слідкувала, щоб кожному була виплачена потрібна сума.
У 1801 році разом з чоловіком здійснила подорож до Берліну, де була представлена королю Пруссії Фрідріху-Вільгельму III та королеві Луїзі. З останньою вона потоваришувала, і жінки часто гуляли разом. Мешканці Берліну захоплювалися їхньою вродою та називали «четою троянд».
Після других пологів у березні 1803 року, які були ще більш важкими, ніж перші, принцеса ледве вижила. Потроху вона почала одужувати, але в неї діагностували сухоти. Дізнавшись про важку хворобу подруги, з Берліна до Мекленбургу прибула королева Луїза у супроводі чоловіка та багато часу проводила у ліжка Олени.
Принцеса дуже сумувала за батьківщиною, весь час чекаючи на листи з дому. Вона пішла з життя, коли її англійська гувернантка в черговий раз перечитувала листа від матері. Олени не стало 24 вересня 1803 року. Фрідріх Людвіг важко переживав втрату дружини. Через відчай, в якому він перебував, врачі побоювалися за його здоров'я. Надалі він обожнював дітей від першого шлюбу, хоча одружувався ще два рази.
Олена Павлівна була похована у крипті замкової церкви Людвігслюста. Фрідріх Франц I звелів звести для улюбленої невістки окремий мавзолей. Будівництво було почате 1804 року і звершено у 1806 році. Тоді ж відбулося перепоховання тіла спадкоємної принцеси, яке спочиває там і досі. У 1819 році поруч був похований Фрідріх Людвіг, який помер за життя батька, так і не вступивши на престол.

## Родина
Чоловік — Фрідріх Людвіг
Діти:

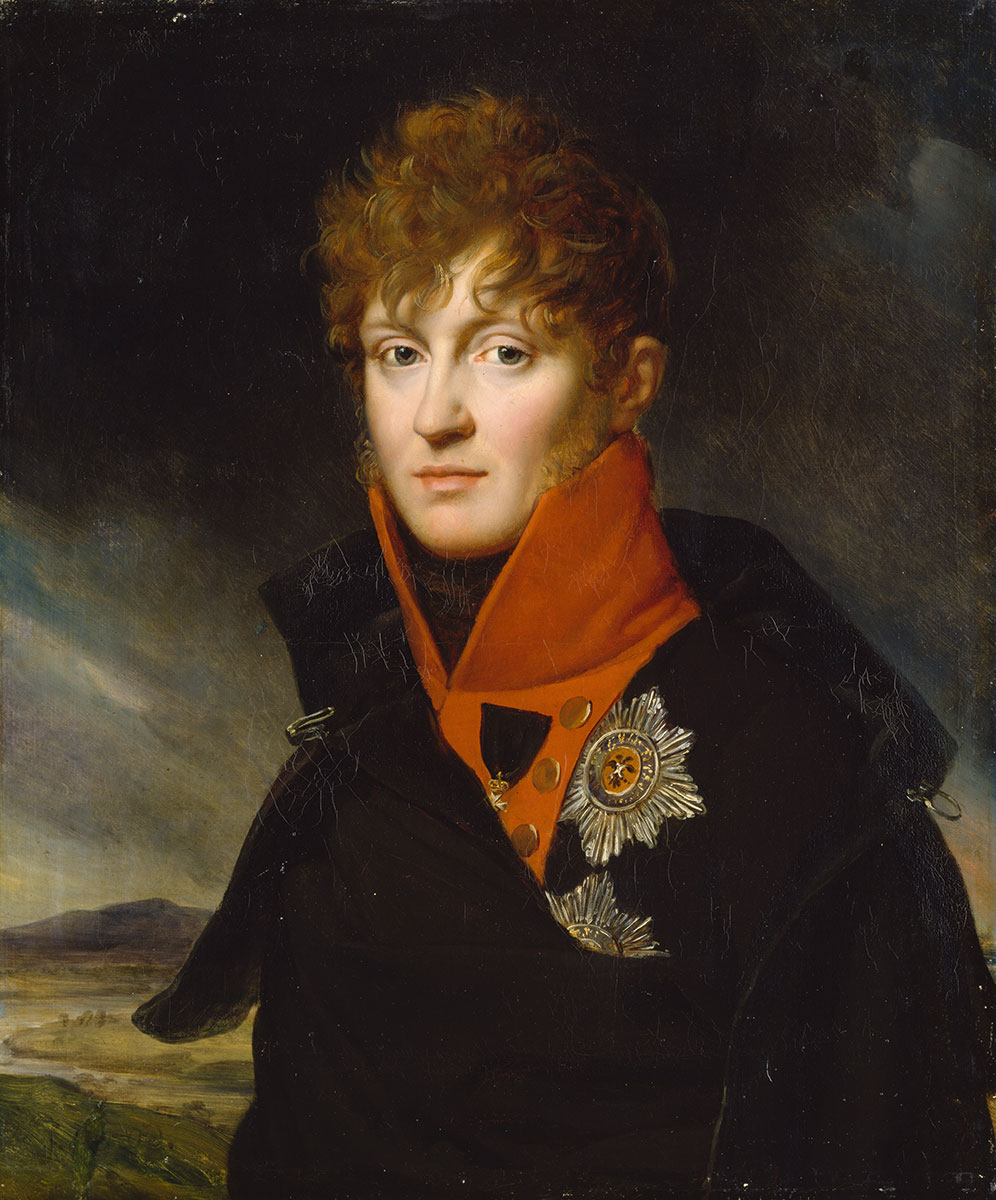
Портрет Фрідріха Людвіга пензля Франсуа Жерара,

- Пауль Фрідріх (1800—1842) — великий герцог Мекленбург-Шверіна у 1837—1842 роках, був одружений із Александріною Прусською, мав трьох дітей;
- Марія Луїза (1803—1862) — дружина герцога Саксен-Альтенбургу Георга, мала трьох синів.

## Нагороди
- Великий хрест ордену Святої Катерини (Російська імперія) (1784).